# Wilde Erika
| Personenzug der Feldbahn Wilde Erika bei der Einfahrt in den Bahnhof Alter Schafstall |                     |                        |                        |
| Kursbuchstrecke (DB): | ehemals 12123       |                        |                        |
| Streckenlänge: | 0,9 km              |                        |                        |
| Spurweite: | 600 mm (Schmalspur) |                        |                        |
| |                     |                        |                        |
| \| \| 0,0 \| Büsenbachtal (geplant) \| Büsenbachtal (geplant) \| \| \| 0,6 \| Alter Schafstall \| Alter Schafstall \| \| \| 0,8 \| Kohlhöpen \| Kohlhöpen \| \| \| 1,5 \| Wörme Dorf \| Wörme Dorf \| |                     |                        |                        |
| Kopfbahnhof Streckenanfang (Strecke außer Betrieb) | 0,0                 | Büsenbachtal (geplant) | Büsenbachtal (geplant) |
| Bahnhof (Strecke außer Betrieb) | 0,6                 | Alter Schafstall       | Alter Schafstall       |
| Bahnhof (Strecke außer Betrieb) | 0,8                 | Kohlhöpen              | Kohlhöpen              |
| Kopfbahnhof Streckenende (Strecke außer Betrieb) | 1,5                 | Wörme Dorf             | Wörme Dorf             |

Die Wilde Erika (auch Feldbahn Büsenbachtal) war eine kurzzeitig bestehende Feldbahnanlage mit 600 mm Spurweite nahe Handeloh in Niedersachsen, die touristischen Zwecken diente.

## Geschichte
Die Bahn sollte nach Planungen ihres Betreibers, der Feld- und Kleinbahn-Betriebs-GmbH (FKBG), ursprünglich vom DB-Haltepunkt Büsenbachtal der Heidebahn zum Hof Wörme führen und landwirtschaftlichen Zwecken dienen. Errichtet wurde allerdings nur ein Teilstück; der DB-Haltepunkt wurde nicht erreicht. Die Eröffnung fand 1999 statt.
Die Gemeinde Handeloh ließ den geplanten Weiterbau der Bahn wegen Anwohnerbeschwerden nicht zu. Die letzte Fahrt erfolgte am 29. September 2002; danach wurde die Strecke abgebaut. Grund für die Betriebseinstellung waren – nach Angaben des Betreibers – das mangelnde Interesse des Publikums und fehlende Unterstützung durch öffentliche Stellen.
Die Bahn wurde nicht als Eisenbahn im juristischen Sinne, sondern nach den Vorschriften des Bau- und Gewerberechts betrieben.

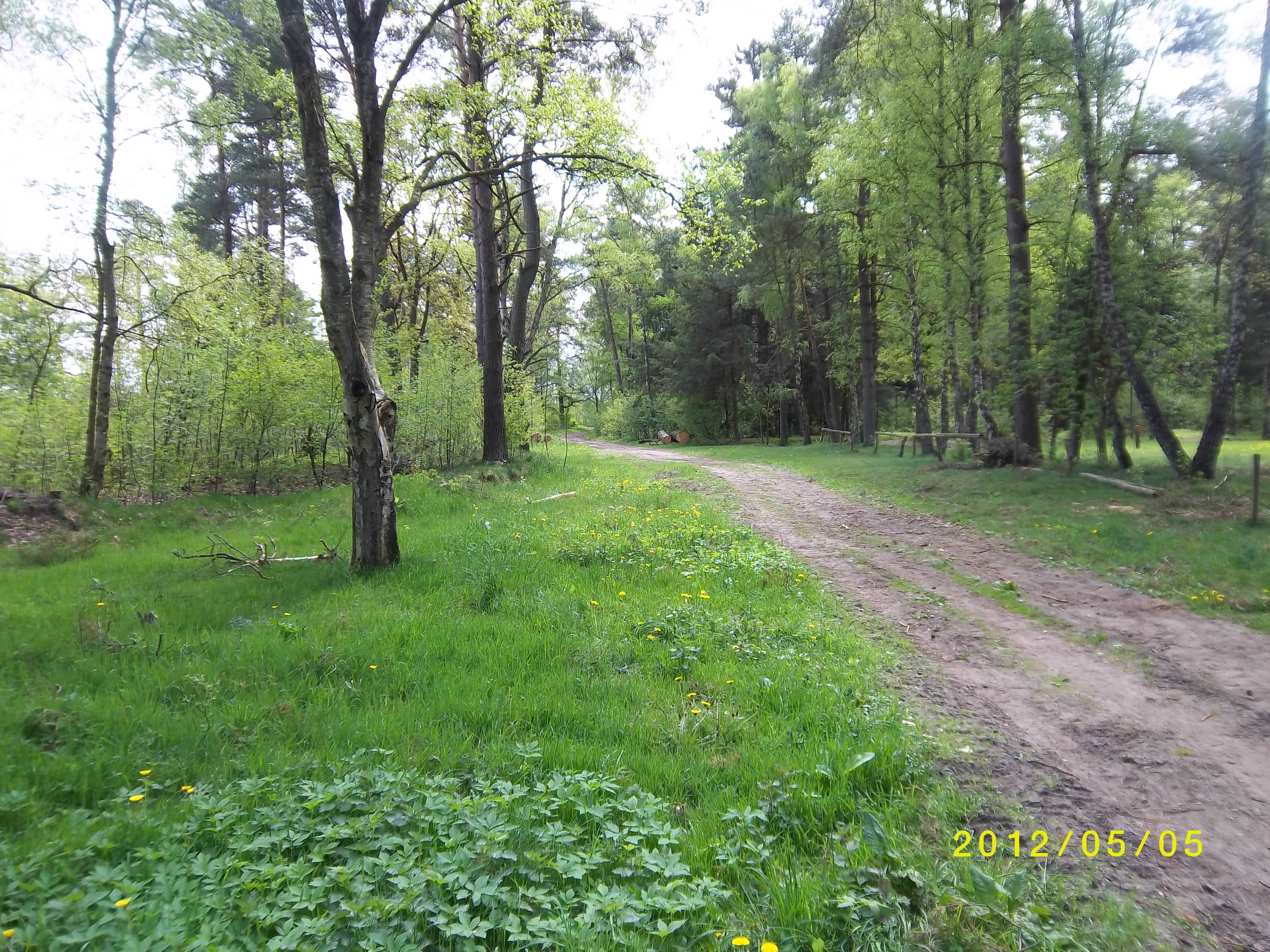
Ort des ehemaligen Bahnhofs Alter Schafstall

## Strecke und Fahrzeuge
Die etwa 1 km lange Strecke begann am Bahnhof Alter Schafstall, der ungefähr 600 Meter vom Bahnhof Büsenbachtal an der Heidebahn entfernt lag. Anschließend führte die Strecke zu den Stationen Kohlhöpen und Wörme Dorf. Die Züge fuhren mit einer Geschwindigkeit von 6 km/h.
Zum Einsatz kam eine Diesellokomotive vom Typ Deutz OMZ 122 F, die inzwischen auf der Böhmetalbahn eingesetzt wird, wo sie den Namen Wilde Erika trägt.